# Diego Biseswar
Diego Marvin Biseswar (* 8. März 1988 in Amsterdam) ist ein surinamisch-niederländischer Fußballspieler, der zuletzt für PAOK Thessaloniki spielte. 

## Karriere

### Vereinskarriere
Diego Biseswar begann mit dem Vereinsfußball in der Jugend von DWS und spielte anschließend in den Jugendmannschaften von Ajax Amsterdam, erneut DWS, Telstar und schließlich Feyenoord Rotterdam. Hier wurde er im Sommer 2004 ins Profi-Team aufgenommen und machte für diese ein Ligaspiel. In seiner zweiten Saison kam aber häufiger zum Einsatz. Zur Saison 2005/06 verlieh man ihn für eine Spielzeit an den Ligakonkurrenten Heracles Almelo. Hier spielte er eine Saison durchgängig und kehrte zum Saisonende zu Feyenoord zurück. Er verbrachte die erste Hälfte der neuen Saison bei Feyenoord und spielte die zweite als Leihspieler bei VBV De Graafschap. Im Sommer 2008 kehrte er zu Feyenoord erneut zurück und spielte hier drei Spielzeiten lang regelmäßig. Zum Frühjahr 2012 wechselte er in die Türkei zum Süper-Lig-Verein Kayserispor. Hier wurde er auf Anhieb Stammspieler. Im Sommer 2016 verließ er nach vier Jahren Kayserispor und wechselte zu PAOK Thessaloniki. Die Rückrunde der Saison 2020/21 verbrachte er leihweise bei Apollon Limassol auf Zypern.

### Nationalmannschaftskarriere
Diego Biseswar spielte von 2003 bis 2010 für diverse niederländische Jugendnationalauswahlen. Seit 2021 ist er für die surinamische A-Nationalmannschaft aktiv.

## Erfolge
- Niederländischer Pokalsieger: 2008
- Griechischer Pokalsieger: 2017, 2018, 2019
- Griechischer Meister: 2019